# Phanagoria
Ne doit pas être confondu avec Île Phanagoria.
Phanagoria (en grec ancien Φαναγορ(ε)ία) est une colonie grecque située dans la péninsule de Taman, sur la rive orientale du Bosphore cimmérien (aujourd'hui appelé détroit de Kertch).

## Histoire
Fondée par Téos vers 545 av. J.-C., Phanagoria devient un grand centre commercial où transitent des marchandises entre le Caucase et l'Europe centrale et du Nord. Elle aurait été rattachée au royaume du Bosphore vers 400 av. J.-C.

Les colonies grecques du Nord de la mer Noire.

Elle est choisie par les rois du Bosphore comme leur capitale pour leurs possessions au nord et à l'est de la mer Noire. 
Elle se révolte contre Mithridate VI en 64 av. J.-C..
Dès le Ier siècle, une solide communauté juive est implantée dans la ville et laisse des « représentations de menorahs sur les amphores et les pierres tombales de cette époque ». Elle constitue pendant des siècles une part importante des habitants de la cité.
Au VIIe siècle de notre ère, Phanagoria est la capitale de l'Ancienne Grande Bulgarie sous le khan Koubrat, avant de devenir une dépendance byzantine.

## Fouilles archéologiques
En 2023, l'une des synagogues les plus anciennes du monde est mise au jour dans l'ancienne cité grecque. Elle aurait fonctionné du Ier au VIe siècle, date à laquelle elle a été détruite lors d'une attaque de la ville par des tribus locales. Elle mesure 21 sur 6 mètres « et comprenait deux chambres de plus de 60 mètres carrés chacune ».

« Les fouilles ont également permis de découvrir des menorahs en marbre, des tables liturgiques et des fragments de stèles en marbre, dont l'une porte l'inscription « synagogue » en grec. D'autres fragments disposent également d'écritures indiquant notamment « maison de prière » ». 